# 段緯宇
段緯宇（1955年2月14日—），臺灣政治人物，親民黨籍，曾任臺中市議員，同時曾也是台中市唯一一位親民黨籍議員，卸任後由兒子段中仁接棒參選，未當選。

## 事件及爭議
- 2013年8月，段緯宇以公款赴日本四國考察，事後在出國考察報告表的「心得報告」欄位中只撰寫「妖受讚」三字[註 1]。同年9月，以公款赴大陸四川成都考察，出國考察報告表的「心得報告」欄位則撰寫「食衣住行和我們不一樣，拉屎的茅坑用蹲的」。經媒體批露後，引發批評。段緯宇本人則表示他故意以此抗議制度不公，因為直轄市議員出國考察必須寫心得報告，而立法委員則不必[2]。

- 2016年5月，段緯宇質疑台中市政府社會局處理霧峰區一起少年獨居案拖延怠惰[3]，因而在市議會辱罵社會局長呂建德，並表示「社工像死人，社工只會吃飯拉屎」一事，質詢畫面經由網路轉載，引起社工界極大反彈。即便親民黨中央認為其言行造成黨形象受損，5月26日他仍拒絕道歉，說：「你們儘管來騷擾我吧！」[4]

- 2020年6月19日，段緯宇議員於Facebook張貼「大里永興路的鄉親真聰明！〈檢舉賤人〉四處烽火檢舉，也不管我們地小車多，機車數量非常龐大，天天都幹些〈損人不利己〉的行為，然後常常有鄉親被罰到氣呼呼。結果我們大里永興路的鄉親就把機車罩起來或將牌照蓋起來。後學去請教警察派出所，哈....警察竟然偷偷告訴我：這是聰明的舉動，只要不影響別人出入，當警察的也不喜歡開罰單，但是碰到檢舉也很無奈，罩的好、蓋的好。」引起網路瘋傳，累積大量民怨，實屬爭議。隨後有民眾底下留言「我為你的言論感到悲哀」。段議員留言回覆「千萬不要被我碰到，一定要你們付出代價」。引發Facebook大里人聊天室臉書社團民眾議論紛紛，議員則悄悄刪去此犯眾怒之留言，但仍止不住民眾的怒火，紛紛截圖轉發分享及發布上了「爆料公社」臉書社團後，更引起各地網友的抨擊及嘲諷。

## 選舉紀錄
| 年度 | 選舉屆數               | 選舉區             | 所屬政黨 | 得票數 | 得票率 | 當選標記 | 備註 |
| ---- | ---------------------- | ------------------ | -------- | ------ | ------ | -------- | ---- |
| 2002 | 第十五屆臺中縣議員選舉 | 台中縣第七選舉區   | 親民黨   | 4,626  | 5.42%  |          |      |
| 2005 | 第十六屆臺中縣議員選舉 | 台中縣第七選舉區   | 親民黨   | 7,092  | 6.45%  |          |      |
| 2010 | 第一屆臺中市議員選舉   | 台中市第十三選舉區 | 親民黨   | 9,247  | 6.60%  |          |      |
| 2012 | 第八屆立法委員選舉     | 台中市第七選舉區   | 親民黨   | 6,965  | 3.47%  |          |      |
| 2014 | 第三屆臺中市議員選舉   | 台中市第十三選舉區 | 親民黨   | 15,950 | 11.09% |          |      |
| 2018 | 第三屆臺中市議員選舉   | 台中市第十三選舉區 | 親民黨   | 12,985 | 9.26%  |          |      |

## 外部連結
- 段緯宇的Facebook
- YouTube上的段緯宇頻道